# 聯合國教科文組織尼爾斯·波耳獎章
联合国教科文组织尼尔斯·玻尔奖章（英語：UNESCO Niels Bohr Medal）首次铸造于1985年，以纪念丹麦物理学家尼尔斯·玻尔的100周年诞辰。它通过联合国教科文组织颁发给那些对物理学做出杰出贡献的科学家。

## 获奖者
来源：
1998年
- 维塔利·金兹堡
- 沃尔特·科恩

2005年
- 马丁·里斯
- 赫维希Schopper
- 彼得·佐勒

2010年
- 约翰·彭德里
- 蒂莫西·伯纳斯-李
- 基普·S·索恩

2013年
- 阿兰·阿斯佩
- 欧洲核子研究中心（授予罗尔夫-迪特尔·霍耶尔)
- 吉米·威尔斯